# Free Carrier

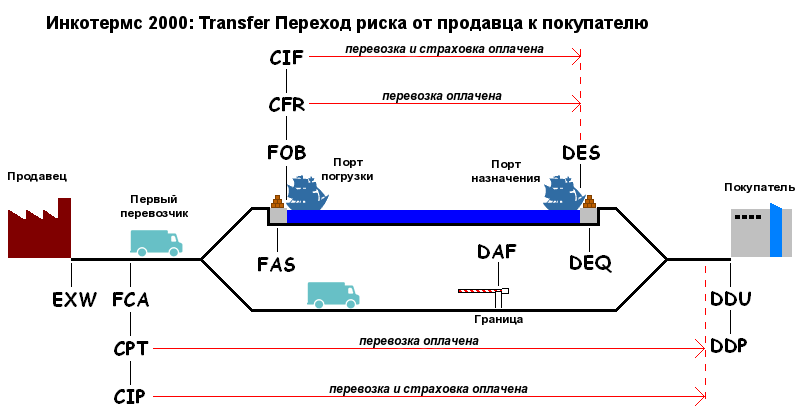
Области действия терминов Инкотермс.

FCA (англ. Free Carrier) или Франко-перевозчик (…с указанием места) — торговый термин, включённый в Инкотермс и означающий, что продавец выполняет своё обязательство по поставке, когда он поставляет товар, очищенный от пошлин на экспорт, перевозчику, назначенному покупателем, в указанном месте. Указанное место поставки влияет на обязательства по погрузке и разгрузке товара в таком месте. Если поставка происходит в помещениях продавца, то продавец несёт ответственность за отгрузку. Если поставка происходит в любом другом месте, то продавец не несёт ответственности за отгрузку.
«Перевозчик» означает любое лицо, которое, согласно договору перевозки, берётся осуществить либо обеспечить осуществление транспортировки по железнодорожным, автодорожным, воздушным, морским, речным путям или путём комбинации таких видов транспорта. Если для получения товара покупатель назначает лицо иное, чем перевозчик, то продавец считается выполнившим своё обязательство по поставке, когда товар поставлен такому лицу.
Условие FCA может использоваться вне зависимости от вида транспорта, включая и смешанный (мультимодальный) транспорт.